# Johann Wilhelm Franz Ulner von Dieburg
Johann Wilhelm Franz Ulner von Dieburg (* 1715; † 18. November 1771) war kurpfälzischer Obristhofmarschall.

## Leben
Johann Wilhelm Franz wurde als Sohn des Hofgerichtspräsidenten und Diplomaten Franz Pleickard Ulner von Dieburg (1677–1747) und dessen Gemahlin Maria Theresia Josepha von Haxthausen (1692–1731) geboren. Wie sein Vater ging er in die Dienste der Kurpfalz und war unter dem Kurfürsten Karl Theodor Obristküchenmeister. In dieser Funktion oblag ihm die Leitung der Verwaltung der Lebensmittel am Hofe.
Er stieg zum Obristhofmarschall auf und war damit der höchste Verwaltungsbeamte des Kurfürsten. Als Oberamtmann zu Groß-Umstadt und Otzberg war er der Verwaltungsleiter der dortigen Ämter. Zugleich war er Grundherr von Dieburg, Winterkasten und Grombach.
Am 9. November 1739 heiratete er Maria Anna Louise Cämmerer von Worms gen. von Dalberg (1721–1741); sie verstarb im Kindbett. Am 8. Februar 1749 heiratete er Maria Louise von Loë (1730–1756). Aus der Ehe ging die Tochter Elisabeth Auguste (1751–1816) hervor, die am 12. Januar 1771 Wolfgang Heribert von Dalberg heiratete. Ein Jahr nach Maria Louises Tod heiratete Johann Wilhelm ihre Schwester Maria Antonia von Loë (1731–1789). Aus dieser Ehe stammten die Zwillinge Maria Franziska (1762–1832, ⚭ Karl Leopold von der Heyden gen. Belderbusch) und Friederika Wilhelmina (1762–1827, ⚭ Erwin Eugen von Lehrbach). 
Nach seinem Tod im Jahre 1771 ging der Besitz über seine Tochter Elisabeth Auguste an die Familie von Dalberg.

## Auszeichnungen
- Ritter des Hubertusordens[3]